# Terrahawks (jeu vidéo)
Pour la série télévisée, voir Terrahawks.
Gerry Anderson & Christopher Burr's Terrahawks, communément appelé Terrahawks, est un jeu vidéo créé par Ed Averett et édité par Philips en 1983 pour la console Videopac. Il s'agit d'une adaptation de la série télévisée britannique de science-fiction Terrahawks créée par Gerry Anderson et Christopher Burr, basée sur le jeu Attack of the Timelord!, un shoot'em up de l'Odyssey².
Il ne doit pas être confondu avec le titre homonyme de CRL Group, sorti la même année sur ordinateurs Sinclair, considéré comme la toute première adaptation d'une série télévisée en jeu vidéo.

## Synopsis
Dans le but de détruire la Terre, l'androïde maléfique Zelda d'Alpha Centauri lance une vaste offensive sur le Hawknest, le quartier général des Terrahawks, un groupe légendaire de combattants d'élite, défenseurs de la planète. Vous êtes le Terrahawk en service lorsque retentit l'alarme prévenant de son attaque imminente... 

## Développement
En 1983, Philips obtient les droits d'adaptation de la série télévisée Terrahawks et commence à développer un jeu pour sa console Videopac en Europe. Mais pour une raison inconnue, ce projet est mis de côté, et c'est finalement une adaptation du jeu Attack of the Timelord!, un shoot'em up de l'Odyssey² aux États-Unis, qui sort sous le titre Gerry Anderson & Christopher Burr's Terrahawks sur les consoles Videopac. Quelque temps plus tard, sort une version améliorée pour le Videopac+, intitulée Gerry Anderson's Terrahawks.
Philips a peut-être envisagé de commercialiser la version initiale du jeu plus tard, puisqu'une suite de Terrahawks est annoncée dans un catalogue français du constructeur[réf. nécessaire]. Un prototype de cette version refait surface en 2011, et fait l'objet d'une édition homebrew, intitulée Terrahawks: The Second Assault, présentée lors du Retro Event à Elst en 2013.